# Tillandsia 'Impression Perfection'
Tillandsia 'Impression Perfection' es un cultivar híbrido del género Tillandsia perteneciente a la familia Bromeliaceae.
Es un híbrido creado con las especies Tillandsia albida × Tillandsia concolor.